# 妮基·詹金斯
妮基·詹金斯（英語：Nikki Jenkins，1976年—），新西兰女子竞技体操运动员。她曾代表新西兰参加1990年英联邦运动会体操比赛，获得女子跳马金牌，成为历史上最年轻的新西兰英联邦运动会金牌得主。